# Jakob Bergstedt
Jakob Adrian Bergstedt, 8 januari 1853, död 1932, var en svensk biblioteksman, son till politikern Carl Bergstedt.
Bergstedt blev filosofie licentiat vid Lunds universitet 1884 och filosofie doktor 1887. Han var amanuens och senare bibliotekarie vid Vetenskapsakademiens bibliotek 1893–1929. Bergstedt har gjort sig känd som bibliograf och bland utgett Minnesfesten över Carl von Linne (1907).